# San Francisco, Rayón
San Francisco är en ort i Mexiko.   Den ligger i kommunen Rayón och delstaten San Luis Potosí, i den centrala delen av landet, 270 km norr om huvudstaden Mexico City. San Francisco ligger 1 050 meter över havet och antalet invånare är 158.
Terrängen runt San Francisco är lite kuperad. Runt San Francisco är det glesbefolkat, med 15 invånare per kvadratkilometer. Närmaste större samhälle är Rayón, 6,5 km väster om San Francisco. I omgivningarna runt San Francisco växer huvudsakligen savannskog.